# Конрад I (Полша)
Конрад I (на полски: Konrad I Mazowiecki) от династията на Пястите е княз на Полша през XIII век.